# 何春田
何春田（1963年7月28日—），中国户籍名肖岩块，缅甸佤邦政治人物，拥有中国户籍和身份证（户籍地：广东省河源市源城区富景西苑），曾任佤邦勐能县县长。2023年10月12日起因涉嫌充当电信网络诈骗集团重要头目被中国警方通缉，并于10月16日被佤邦联合党中央委员会撤销勐能县县长职务。

## 生平
何春田于1963年7月28日出生于缅甸贵概大勐宜杨柳桥村，大勐宜为缅北华人聚居地之一。后辗转来到佤邦。
1991年，在佤邦驻瓦城（曼德勒）贸易分公司工作，后出任经理。
1992年，升任佤邦贸易总公司副总经理，兼任瓦城分公司经理。
2015年，调任勐能县县长。2020年，由何春田等人牵头下，于勐能县老县城旁开发大片区域作为新县城驻地。2021年，何春田筹集资金约1300万人民币，设立勐能县第一完全中学（从学前班到高中），结束了佤邦没有高中教学的历史。
何春田在勐能县县长任内创办“春能集团”（以自己姓名的“春”字与勐能县的“能”字为名），该集团成为电信诈骗的保护伞，并且由于勐能县较为隐蔽的优势（缅甸官方行政区划无此地名称），使得勐能县成为佤邦境内针对中国公民电信网络诈骗犯罪较为严重的地区之一。
2023年10月12日，何春田与佤邦建设部部长鲍岩板（中国身份证名陈岩板）涉嫌长期组织开设诈骗窝点，实施针对中国公民的电信网络诈骗犯罪活动被中国警方通缉。10月16日佤邦联合党中央委员会决定对鲍岩板开除党籍、军籍，撤销其佤邦建设部部长职务的处分；对何春田给予其撤销勐能县县长职务的处分。10月17日，缅甸佤自治州户板县法院對二人發出了逮捕令。2024年1月23日，佤邦司法委员会也对何、鲍二人发出逮捕令。
据消息人士透露，鲍岩板与何春田的中国户籍为日后若政权垮台方便逃亡中国使用，但因此“作茧自缚”。目前中国警方仍在通缉二人。何春田已逃离到印度。

## 家庭
前妻：鲍鑫安，鲍有祥之女。何春田因鲍鑫安婚内出轨与之离婚，并将第三者全家活埋。
前岳父：鲍有祥，佤邦联合党总书记、佤邦人民政府主席、佤邦联合军总司令。